# Піхотинець (фільм)
Піхотинець (англ. The Marine) — американський комедійний бойовик 2006 року. Головні ролі виконали Джон Сіна, Келлі Карлсон та Роберт Патрік.

## Сюжет
Повернувшись з армії, колишній піхотинець занурюється в тихе сімейне життя. Проте його дружину викрадає жорстока банда крадіїв коштовностостей під керівництвом страшного вбивці. Тепер їх переслідують копи та піхотинець, який готовий боротися і йти на ворога незважаючи ні на що, заради спокою і порятунку коханої жінки.

## У ролях
| Актор             | Роль            |
| ----------------- | --------------- |
| Джон Сіна         | Джон Трайтон    |
| Келлі Карлсон     | Кеті Трайтон    |
| Роберт Патрік     | Ром             |
| Ентоні Рей Паркер | Морган          |
| Ебігейл Б'янка    | Енджела         |
| Ману Беннетт      | Беннетт         |
| Джером Елерс      | Ван Бурен       |
| Фірасс Дірані     | лідер Аль-Каїди |

## Сиквели
- Піхотинець 2 (2009)
- Піхотинець 3: Тил (2013)
- Піхотинець 4 (2015)
- Піхотинець 5 (2017)
- Піхотинець 6 (2018)